# Planeta surprizelor
Planeta surprizelor este un film românesc din 1971 regizat de Iulian Hermeneanu.